# Blue Angels (motorclub)
De Blue Angels is de naam van een Europese motorclub.
De club werd in 1963 opgericht in de Schotse stad Glasgow door Tommy Howells, Lenny Reynolds en Alan Morrison. De club heeft in het Verenigd Koninkrijk verscheidene afdelingen in Schotland en Engeland en daarnaast ook verscheidene afdelingen in België. Er bestaat ook één afdeling in de Spaanse stad Murcia.
"Blue" is de afkorting van Bastards, Lunatics, Undesirables and Eccentrics (vrije vertaling: bastaards, gekken, ongewensten en excentriekelingen), maar verwijst ook naar de Schotse vlag die blauw als hoofdkleur heeft.

## Afdelingen

### België
- National in Erpe-Mere
- Ghent in Gent
- South West
- Lake District
- Border
- North East
- West-Corner
- Antwerp
- Front Line

### Schotland
- Glasgow
- West Coast
- South East
- Aberdeen
- Fife

### Engeland
- Leeds
- York
- Kirklees

### Spanje
- Costa Azul in Murcia

## Voetnoten
1. ↑  https://web.archive.org/web/20150307044902/https://www.blueangelsmc.be/history_nl.html